# Pattinaggio di figura ai X Giochi olimpici invernali - Pattinaggio di figura a coppie
La competizione del pattinaggio di figura a coppie dei X Giochi olimpici invernali si è svolta nei giorni 11 e 14 febbraio 1968 al Palais des Sports, Grenoble.

## Programma
| Data        | Evento        |
| ----------- | ------------- |
| 11 febbraio | Short Program |
| 14 febbraio | Figure Libere |

## Risultati
| Pos.    | Atleta                                  | Nazione          | Short Program | Short Program | Liberi   | Liberi | Totale   | Totale |
| Pos.    | Atleta                                  | Nazione          | Ordinali      | Punti         | Ordinali | Punti  | Ordinali | Punti  |
| ------- | --------------------------------------- | ---------------- | ------------- | ------------- | -------- | ------ | -------- | ------ |
| Oro     | Ljudmila Belousova Oleg Protopopov      | Unione Sovietica | 12,0          | 103,6         | 9,5      | 105,8  | 10,0     | 315,2  |
| Argento | Tat'jana Žuk Aleksandr Gorelik          | Unione Sovietica | 15,0          | 103,3         | 17,5     | 104,5  | 17,0     | 312,3  |
| Bronzo  | Margot Glockshuber Wolfgang Danne       | Germania Ovest   | 40,0          | 99,8          | 31,5     | 102,3  | 30,0     | 304,4  |
| 4       | Heidemarie Steiner Heinz-Ulrich Walther | Germania Est     | 47,0          | 99,3          | 35,0     | 101,9  | 37,0     | 303,1  |
| 5       | Tamara Moskvina Aleksej Mišin           | Unione Sovietica | 54,5          | 98,5          | 43,5     | 100,9  | 44,0     | 300,3  |
| 6       | Cindy Kauffman Ronnie Kauffman          | Stati Uniti      | 42,5          | 100,2         | 67,0     | 98,4   | 58,0     | 297,0  |
| 7       | Sandi Sweitzer Roy Wagelein             | Stati Uniti      | 74,5          | 96,9          | 63,5     | 98,8   | 64,5     | 294,5  |
| 8       | Gudrun Hauss Walter Häfner              | Germania Ovest   | 52,5          | 99,2          | 73,0     | 97,2   | 67,0     | 293,6  |
| 9       | Irene Müller Hans-Georg Dallmer         | Germania Est     | 84,5          | 95,6          | 76,0     | 96,9   | 82,0     | 289,4  |
| 10      | Bohunka Šrámková Jan Šrámek             | Cecoslovacchia   | 94,0          | 94,2          | 89,5     | 95,8   | 91,5     | 285,8  |
| 11      | Marianne Streifler Herbert Wiesinger    | Germania Ovest   | 111,5         | 91,7          | 93,0     | 95,5   | 100,0    | 282,7  |
| 12      | Liana Drahová Peter Bartosiewicz        | Cecoslovacchia   | 95,5          | 94,2          | 131,0    | 91,3   | 116,0    | 276,8  |
| 13      | JoJo Starbuck Kenneth Shelley           | Stati Uniti      | 127,0         | 89,6          | 114,0    | 93,2   | 121,0    | 276,0  |
| 14      | Janina Poremska Piotr Sczypa            | Polonia          | 110,5         | 91,9          | 123,5    | 91,1   | 120,0    | 274,1  |
| 15      | Evelyne Schneider Wilhelm Bietak        | Austria          | 129,5         | 89,6          | 127,0    | 91,3   | 129,0    | 272,2  |
| 16      | Anna Forder Richard Stephens            | Canada           | 139,0         | 87,2          | 130,5    | 91,0   | 138,0    | 269,2  |
| 17      | Betty McKilligan John McKilligan        | Canada           | 150,5         | 85,0          | 156,5    | 84,9   | 154,0    | 254,8  |
| 18      | Linda Bernard Raymond Wilson            | Gran Bretagna    | 159,0         | 82,2          | 157,5    | 84,5   | 160,0    | 251,2  |